# Прорив дамби в Орську
Прорив дамби в Орську Оренбурзької області Росії стався 5 квітня 2024 року о 22:18 за місцевим часом. Тоді через повені зруйнувалася насипна дамба на лівому березі річки Урал. Внаслідок цього був затоплений мікрорайон Старе місто. 
6 квітня стався прорив іншої дамби на протилежному, правому, березі річки. Евакуація населення почалася ще до першого прориву та продовжилася після нього. Внаслідок проривів були підтоплені принаймні 4,5 тисячі будинків та стільки ж присадибних ділянок, були евакуйовані чотири тисячі людей. Жертвами аварії стали три людини.
7 квітня припинив роботу місцевий нафтопереробний завод. В Оренбурзькій області запровадили режим надзвичайної ситуації федерального характеру.
Через повені відбулися прориви також на інших дамбах Оренбурзької області, зокрема у селищі Лісоторговий. 8 квітня повідомлялося, що в Оренбурзькій області затопленими залишаються 10 168 житлових будинків та 18 471 присадибна ділянка.
Місцева прокуратура повідомила, що прорив стався через «невчасно вжиті заходи, спрямовані на утримання гідротехнічної споруди у належному технічному стані». Загальна сума збитків оцінюється у 21 мільярд рублів (227,2 млн доларів). Місцева влада заявила, що рівень води перевищив проєктний на 4 метри: вода через повені піднялася до 9,6 метра, тоді як дамба була розрахована на 5,5 метра.

## Пошкодження
За даними місцевої влади, прорив дамби завдав збитків на 1 млрд руб., було затоплено 10 000 будинків. 4 000 людей були евакуйовані. Російський уряд оголосив надзвичайну ситуацію федерального рівня 15 з 40 місцевих шкіл були затоплені, а троє дітей і шестеро дорослих отримали несерйозні поранення.
Влада заявила, що очікує, що повінь досягне свого піку 9 квітня, а потім «стабілізується» після 20 квітня.